# Sébastien Hinault
Sébastien Hinault (Saint-Brieuc, 11 febbraio 1974) è un dirigente sportivo ed ex ciclista su strada francese, professionista dal 1997 al 2014. Dal 2015 è direttore sportivo alla Arkéa-Samsic (ex Bretagne e Fortuneo).
Nonostante il cognome, non è parente del ben più noto Bernard Hinault, cinque volte vincitore del Tour de France.

## Carriera
Passa professionista nel 1997 con la squadra parigina Gan, che l'anno successivo cambia denominazione in Crédit Agricole. Ha corso con questa squadra fino allo scioglimento della stessa, al termine del 2008, anno in cui si è trasferito all'AG2R La Mondiale. Nel 2013 è stato messo sotto contratto dal team Professional Continental svizzero IAM Cycling.
Ha ottenuto diversi successi in carriera, fra questi le vittorie nella classifica generale del Tour du Limousin 2008, nella decima tappa della Vuelta a España 2008, in una tappa al Giro di Polonia 2003 ed in una al Giro di Germania 2004. In carriera ha partecipato a undici edizioni del Tour de France.

## Palmarès
- 2000 (Crédit Agricole, una vittoria)

Tour du Finistère
- 2003 (Crédit Agricole, una vittoria)

4ª tappa Tour de Pologne (Inowrocław > Kalisz)
- 2004 (Crédit Agricole, una vittoria)

4ª tappa Deutschland Tour (Bad Tölz > Landshut)
- 2005 (Crédit Agricole, una vittoria)

2ª tappa Circuit Franco-Belge (Leffrinckoucke > Poperinge)
- 2006 (Crédit Agricole, tre vittorie)

8ª tappa Tour de Langkawi (Pontian > Batu Pahat)
4ª tappa Tour du Limousin (Guéret > Limoges)
4ª tappa Tour de Picardie (Villers-Saint-Paul > Creil)
- 2007 (Crédit Agricole, una vittoria)

3ª tappa La Tropicale Amissa Bongo (Bitam > Oyem)
- 2008 (Crédit Agricole, tre vittorie)

3ª tappa Tour du Limousin (Brive > Cublac)
Classifica finale Tour du Limousin
10ª tappa Vuelta a España (Sabiñánigo > Saragozza)
- 2012 (AG2R La Mondiale, due vittorie)

3ª tappa Circuit de Lorraine (Pompey > Neufchâteau)
Boucles de l'Aulne

### Altri successi
- 2005 (Credit Agricole)

Grand Prix Korrigans-Camors (Criterium)

## Piazzamenti

### Grandi Giri
- Giro d'Italia

2009: 135º
2010: 100º
- Tour de France

1999: 123º
2000: 126º
2001: 137º
2002: 147º
2003: 138º
2004: ritirato (10ª tappa)
2005: 115º
2006: 113º
2007: 132º
2011: 111º
2012: 122º
- Vuelta a España

2008: 64º
2010: 117º
2014: 106º

### Classiche monumento
- Milano-Sanremo

2014: 72º
- Giro delle Fiandre

2013: 26º
2014: ritirato
- Parigi-Roubaix

2013: 42º
2014: 115º

### Competizioni mondiali
- Campionati del mondo

Salisburgo 2006 - In linea Elite: ritirato
Melbourne 2010 - In linea Elite: 70º